# Calea zacatechichi
Calea zacatechichi là một loài thực vật có hoa trong họ Cúc. Loài này được Schltdl. mô tả khoa học đầu tiên năm 1834.